# 대운초등학교
대운초등학교는 대한민국 경상남도 양산시에 있는 초등학교다.

## 연혁
- 2004.04.01 설립인가
- 2005.09.01 제1대 김기흥 교장 부임
- 2005.09.01 개교(16학급)
- 2005.10.15 개교기념일 선포
- 2007.02.15 제1회 졸업식(112명 졸업)
- 2007.03.01~2008.02.29 경상남도교육청지정 교원능력개발평가 선도학교 운영
- 2008.11.05 도서관 "서향각" 개관
- 2008.12.19 학교평가 최우수학교 선정(3년간)
- 2009.03.01~2010.02.28 경상남도교육청지정 특별활동영역 시범학교 운영
- 2012.02.16 제6회 졸업식(누계 1,134명)
- 2012.03.01 제3대 양형석 교장 부임
- 2012.03.02 45학급 편성 운영
- 2013.02.18 제7회 졸업식(누계 1,402명)
- 2013.03.04 45학급 편성
- 2014.02.21 제8회 졸업식(누계 1,667명)
- 2014.03.03 47학급 편성
- 2014.12.20 2014 경남 교육과정 우수학교 선정, 교육감 표창
- 2015.02.16 제9회 졸업장 수여식(누계 1,904명)
- 2015.03.02 52학급 편성 운영(신입생 259명 입학) 기섭핑 등장!